# Уджмана
Уджмана (груз. უჯმანა) или Учмана (з.-арм. Ուջմանա  (Učʻmana)) — село в Ниноцминдском муниципалитете края Самцхе-Джавахети Грузии, на склоне горы Абули.

## География
Уджмана находится на склоне горы Абули. Расположена на высоте 1950 м от уровня моря, в 15 км от административного центра Ниноцминда.

## Население
По данным переписи 2002 года, проведённой департаментом статистики Грузии, в селе живёт 430 человек, из которых 199 мужчин и 231 женщина. Большую часть населения составляют армяне..

## Религия
Достопримечательностью деревни является Церковь Святого Иоанна Крестителя, построенная в 1850 году.

## Образование
Главным очагом образования в посёлке является школа. В школе учатся 42 ученика, и преподают 15 учителей. По программе правительства Грузии "Ирмис Нахтоми" школе было передано 3 компьютера. Общая площадь здания школы равна 840 м².